# Jean Nilson
Jean Edvin Kasimir Nilson, även Jean Kasimir, Jean Edvin Nilson och J.E.K. Nilsson, född 27 april 1895 i Adolf Fredriks församling i Stockholm, död 11 januari 1958 i Farsta församling i Stockholm, var en svensk musiker (pianist) och kompositör.
Jean Nilson var son till guldsmedsarbetaren Karl Gustav Nilsson och Olina Torentina Andersson och var utbildad ingenjör, men var verksam som revyartist, musiker och orkesterledare. Han hade en egen orkester vid namn Jean Kasimirs orkester. 
Han var stumfilmspianist i Kalmar tills ljudfilmen kom och han fortsatte med samma syssla i Västervik. När ljudfilmen infördes även där blev han arbetslös och flyttade till Stockholm. På 1950-talet kom han till Gästis i Uppsala där han verkade som kapellmästare och sedan fram till sin bortgång vid Ulriksdals värdshus. Han är upphovsman till ett antal låtar, däribland Joddlarflickan, som dottern Alice Babs skivdebuterade med 1939. Låten har sedan återkommit på ett flertal nya utgivningar.
Jean Nilson var gift första gången 1922–1942 med sångerskan Hildur Matilda Viktoria Liljegren (1894–1984), dotter till sjömannen John Harald Liljegren och Matilda Jönsson. De fick tre barn: sångerskan Alice Babs (1924–2014), Jean Nilson (född 1925) och Renée Hedsén (1930–2012). Hedsén är farmor till Emil Hedsén.
Andra gången gifte han sig 1943 med Ulla Greek (1908–1979), omgift Wetterstrand. De fick en son: Kasimir Greek (1943–1996).
Han är begravd på Skogsö kyrkogård i Saltsjöbaden tillsammans med andra hustrun och yngste sonen.

## Låtar i urval
Källa Svensk musik:
- Alpens son
- Den gamla spegeln ; en visa om Ulriksdals värdshus
- Joddlarflickan
- Lillans trumpetare
- Vinternatt